# Протагоніст (Persona 3)
Протагоніст або Протагоністка (яп. 主人公, кириліз.: шуджінко) — персонаж відеогри Persona 3 (2006), розробленої компанією Atlus. У грі персонаж постає як сирота, який переводиться до старшої школи Ґеккоукан у місті Іватодай і дізнається про феномен під назвою «Темна година» — приховану годину, що настає опівночі, коли світ завмирає, а надприродні істоти, відомі як Тіні, вільно блукають. Після пробудження здатності викликати Персону, герой приєднується до своїх однокласників і разом із ними формує організацію S.E.E.S., яка ставить за мету усунути Темну годину і загрозу Тіней.
В оригінальній версії Persona 3, а також у доповненій Persona 3 FES і ремейку Persona 3 Reload, гравець керує чоловічим персонажем. У версії Persona 3 Portable Atlus додала можливість обрати жіночого героя, щоб надати більше варіантів для гравців та залучити нову жіночу аудиторію.
Обидва варіанти протагоніста були створені дизайнером персонажів Шіґенорі Соеджімою, який прагнув зробити їх звичайними підлітками, з якими гравець міг би себе ототожнити. Чоловічого героя в японській версії озвучив Акіра Ішіда, а в англійській локалізації — Юрі Ловенталь (у більшості медіа) та Алекс Ле (у ремейку Persona 3 Reload). Жіночого героя озвучила Маріна Іноуе в японській версії та Лора Бейлі в англійській. У сценічній постановці Persona 3: The Weird Masquerade чоловічого героя зіграв Шьота Аой, а жіночого — Кана Асумі. У чотирисерійній анімаційній адаптації образ чоловічого протагоніста був переосмислений; режисер Норіакі Акітая зазначив, що команда відчувала тиск, намагаючись надати мовчазному героєві власну особистість. У фільмах, а також у ремастері Persona 3 Portable (2023), йому надали ім’я Макото Юкі, яке стало канонічним. У манґа-адаптації герой має ім’я Мінато Арісато. У сценічній версії The Weird Masquerade він отримав ім’я Сакуя Шьомі, а жіноча версія — Котоно Шьомі; останнє ім’я згодом було затверджене як канонічне для жіночого героя в ремастері 2023 року. Поза межами Persona 3 Portable жіночий протагоніст також з’являється в Persona Q2: New Cinema Labyrinth та грі Puzzle & Dragons. Персонаж загалом отримав позитивні оцінки критиків.

## Концепт і створення
Протагоніст Persona 3 став першим персонажем, якого Шіґенорі Соеджіма розробляв для гри. На початкових етапах створення герой мав вигляд зрілого й зібраного юнака, оскільки художник сприймав його як «клішованого крутого хлопця». Соеджіма витратив більше часу на розробку дизайну протагоніста, ніж на будь-якого іншого персонажа, оскільки всі інші герої гри мали доповнювати його образ. У книзі Art of Persona 3 він зазначив, що спочатку герой виглядав чесним і звичайним, як «привабливий юнак», але згодом художник прагнув надати образу більшої двозначності. Він додав, що врешті-решт досяг образу з «прихованою харизмою», хоча згодом визнав, що не зміг зробити персонажа достатньо неоднозначним. Це вплинуло на створення героя Persona 4, Ю Нарукамі, чий характер був сформований повністю через вибори гравця.
Схожі труднощі виникли у режисера Норіакі Акітаї при створенні анімаційної адаптації. Одним із найбільших викликів він назвав потребу перетворити героя, який у грі ототожнюється з гравцем, на конкретного персонажа з ім’ям Макото Юкі. Це вимагало ретельного підходу до побудови його образу — поведінки, манери мови та жестів, водночас залишаючись вірним першоджерелу. Акітая визнав, що не зміг би задовольнити всі очікування фанатів, які самі формували характер героя у грі, тому він обрав шлях узагальнення найтиповіших рис, які фанати асоціювали з персонажем. Улюбленою сценою режисера стала перша поява Персони героя, де, за його словами, сміх і важке дихання героя додали сцені глибини, підкреслюючи виразний дизайн Кеіске Ватабе. Під час попереднього виробництва персонаж ще не мав імені; як жарт використовувалося ім’я-заготовка — Цукітаро Ямада (яп. 山田 月太郎, кириліз.: Ямада Цукітаро), яке залишалося в сценарії близько п’яти місяців, перш ніж його замінили на Макото Юкі.
В оригінальній японській версії героя озвучив Акіра Ішіда, який також виконував роль Фароса. Він особливо насолоджувався сценою першої зустрічі цих двох персонажів. В англійській локалізації Юрі Ловенталь озвучив як головного героя, так і Рьоджі. Подібно до своєї попередньої ролі в Digital Devil Saga, Ловенталь не мав великої кількості реплік; основним його завданням було виголошення назв Персон. Спочатку редактор локалізації Ю Намба хвилювався щодо цього, однак актор, за власним зізнанням, легко впорався завдяки захопленню грою Dungeons & Dragons.
У версії Persona 3 Portable Atlus додала можливість грати за жіночого персонажа, що змінює окремі сюжетні елементи: перша Персона Орфей має інший зовнішній вигляд, а асистентом Ігоря в Оксамитовій кімнаті стає Теодор, який замінює Елізабет. Розробники прагнули, щоб жіночий герой вирізнявся новими рисами, цікавими як для ветеранів серії, так і для нових гравчинь. Процес створення її образу був складним через схожість із Міцуру Кіріджьо та Райз Кудзікавою, тому було вирішено зробити дизайн менш «ідеалізованим». Зрештою їй надали естетику меншої краси, натомість зосередившись на стилі та виразності. Розглядаючи варіанти озброєння, команда зупинилась на наґінаті, яка мала контрастувати з японським мечем чоловічого героя. Її також обрали з огляду на відгуки в колективі, де зазначалося, що «дівчата мило виглядають з великою зброєю» або що «головне, щоб виглядало стильно». Починаючи з Persona 3, у наступних іграх серії жіночий протагоніст не з’являвся через значне навантаження на розробників. Проте у випадку Persona 3 Portable це стало можливим завдяки формату перевидання та гнучкості наративу, який дозволяв змінити стать головного героя без значних сюжетних перероблень.

## Сприйняття
Протагоніст Persona 3 отримав загалом позитивні відгуки. Патрік Джойнт із GameSpy схвально відгукнувся про соціальне життя персонажа, яке дозволяє гравцеві взаємодіяти з численними героями та дізнаватись їхні історії. GamesRadar+ зазначив, що, хоча Макото Юкі є «типовим героєм японських RPG», цікавим було спостерігати, як він взаємодіє з оточенням. Деміан Томас із RPGFan вважав спілкування головного героя з мешканцями гуртожитку однією з найкращих складових гри завдяки розвитку кожного соціального зв’язку. Кімберлі Воллес із Game Informer поставила героя на 10 місце серед найкращих персонажів серії Persona, назвавши його роль у грі гідною захоплення. Свен Двулецкі високо оцінив глибину зв’язку героя з його Персоною, хоча вважав, що в Persona 4 ця тема розкрита краще завдяки сюжетному фокусу на страхах персонажів. Після виходу ремейку Persona 3 Reload Automaton Media зазначило, що романтичні стосунки у грі недостатньо розвинені: навіть після максимального розвитку зв’язку персонаж не демонструє глибокої близькості з більшістю партнерів, на відміну від протагоністів Persona 4 та Persona 5.
Анімаційна адаптація Persona 3 The Movie: No. 1 Spring of Birth також отримала схвальні оцінки. Річард Айзенбіс з Kotaku описав героя як «байдужого, зламаного персонажа», чия трансформація стає центральною темою фільму. Еліот Ґей з Japanator охарактеризував розвиток Макото Юкі як перехід від «порожнього та відстороненого юнака» до сформованої особистості. Його взаємодія з Аіґіс і гумористичні моменти також були позитивно оцінені у другому фільмі. Водночас у четвертому фільмі — Persona 3 The Movie: No. 4, Winter of Rebirth — критикували надмірну мовчазність героя, що виглядало як регресія у його розвитку.
Додавання можливості грати за жіночого персонажа в Persona 3 Portable отримало високу оцінку. IGN похвалив унікальність її взаємодії з іншими героями, що також підвищило цінність повторного проходження. Destructoid відзначив, що альтернативна версія героя відкрила можливість романів із персонажами, яких не можна було романтизувати в оригіналі. RPGFan погодився з цим, наголосивши на значному часу, який гравець проводить у сюжетних зв’язках із героїнею. GamesRadar+ зазначив, що хоча початкові відмінності можуть здаватися лише косметичними, взаємодія персонажки з іншими є відчутно іншою. Game Informer додав, що для тих, хто грав в оригінал, жіночий герой пропонує новий досвід завдяки унікальним Персонам. У дослідженні «Порівняльний аналіз наративу в Kingdom Hearts II (2005) та Persona 3 Portable (2009)» Шазвін Бт. Сахмір і Норлела Ісмаїл з університету Mara охарактеризували протагоніста як доброзичливого й спокійного, здатного підтримувати інших персонажів, особливо у версії з героїнею, яка має унікальні можливості допомогти певним персонажам, наприклад, врятувати Шінджіро. В обох версіях герой мовчазний, що сприяє зануренню гравця у гру, подібно до візуальних новел. Жуан Ф. Бельмонте з Університету Мурсії порівняв зв’язок жіночого героя з Коромару з іншими знаковими зв’язками між персонажами й тваринами у відеоіграх, такими як Шедоу та Інтерсептор (Final Fantasy VI) або Клауд і Ред XIII (Final Fantasy VII), назвавши їх емоційно насиченими до рівня «людяності». Також проводилось порівняння з міжвидовими стосунками, як між Фреєю та Зіданом у Final Fantasy IX.
Рішення Atlus не включати жіночого героя в ремейк Persona 3 Reload викликало критику. Вілла Роу з Inverse назвала це рішення помилковим, адже вважала героїню найкращим персонажем Portable. Особливо високо оцінювались її репліки, що робили її привабливішою та більш відкритою до квер-історій без стереотипів. Kotaku зазначив, що фанати висловили обурення через її відсутність. GamesRadar+ розкритикував негативну реакцію частини фанатів, закликавши зачекати на нові трейлери. У відповідь спільнота створила модифікацію Femc Reloaded Project, яка повернула жіночого героя, Теодора, унікальні теми саундтреку та інші особливості Portable. Мод вийшов 19 лютого 2024 року, через 17 днів після релізу Reload. Продюсер ремейку Кадзухіса Вада пояснив, що причиною відсутності героїні стали обмеження бюджету та часу. Попри високий попит, він зазначив, що її поява в Reload малоймовірна.